# The Essentials (альбом The Cars)
| Оценки критиков               | Оценки критиков |
| Источник                      | Оценка          |
| ----------------------------- | --------------- |
| AllMusic                      | [ 1 ]           |
| Encyclopedia of Popular Music | [ 2 ]           |

The Essentials (с англ. — «Самое Необходимое») — пятый сборник американской рок-группы The Cars, выпущенный 30 августа 2005 года на лейбле WEA International.

## Список композиций
Слова и музыка всех песен — Рик Окасек.
| №                   | Название                | Оригинальный Альбом (год) | Длительность |
| ------------------- | ----------------------- | ------------------------- | ------------ |
| 1.                  | «My Best Friend's Girl» | The Cars (1978)           | 3:44         |
| 2.                  | «You Might Think»       | Heartbeat City (1984)     | 3:04         |
| 3.                  | «Since You’re Gone»     | Shake It Up (1981)        | 3:30         |
| 4.                  | «Shake It Up»           | Shake It Up (1981)        | 3:32         |
| 5.                  | «Just What I Needed»    | The Cars (1978)           | 3:43         |
| 6.                  | «Magic»                 | Heartbeat City (1984)     | 3:57         |
| 7.                  | «Touch and Go»          | Panorama (1980)           | 4:55         |
| 8.                  | «Drive»                 | Heartbeat City (1984)     | 3:55         |
| 9.                  | «You Are the Girl»      | Door to Door (1987)       | 3:52         |
| 10.                 | «Candy-O»               | Candy-O (1979)            | 2:36         |
| 11.                 | «Tonight She Comes»     | Greatest Hits (1985)      | 3:52         |
| 12.                 | «Let’s Go»              | Candy-O (1979)            | 3:33         |
| Общая длительность: | Общая длительность:     | Общая длительность:       | 44:13        |

## Участники записи
- Рик Окасек — вокал (1, 2, 3, 4, 6, 7, 9 и 11), ритм-гитара
- Бенджамин Орр — вокал (5, 8, 10 и 12), бас-гитара
- Эллиот Истон — соло-гитара, бэк-вокал
- Грег Хоукс — клавишные, перкуссия, бэк-вокал
- Дэвид Робинсон — ударные, перкуссия